# カザフスタン空中機動軍
カザフスタン空中機動軍（カザフスタンくうちゅうきどうぐん、カザフ語: Аэроұтқыр әскерлері）は、カザフスタン陸軍の空挺部隊。カザフスタン共和国軍最高司令官（大統領）予備部隊であり、各種状況への緊急対応を使命とする。また、国連平和維持軍、集団安全保障条約機構の平和維持任務の枠内において、国外にも派遣されている。

## 歴史
1999年夏から2000年春にかけて、元ソ連空挺兵のジュマ・ナマンガニ率いるウズベキスタン・イスラム運動の武装部隊が隣国のキルギス南部に侵入したことから、カザフスタンでも緊急対応部隊の創設が焦眉なものとなり、2000年7月6日、アルマトイにおいて、機動軍局が創設された。
2003年11月12日、機動軍は、空中機動軍に改称された。
2009年4月20日、陸軍総司令官局設置に伴い、空中機動軍は陸軍に編入された。

## 編成
3つの中隊（コマンド）からなる。
コマンドA‐偵察・強襲部隊
コマンドB‐山岳特化偵察部隊
コマンドC‐海上偵察部隊

## 訓練
新隊員は、空挺複合施設で2週間の訓練を受け、20mの塔から2回（初回は非武装、2回目は武装）降下しなければならない。部隊配置後、各部隊で完全武装で降下訓練を受け、年間6～7回降下する。

## 歴代司令官
| 職名             | 氏名                   | 階級 | 在任期間       | 出身校                         | 前職                         |
| ---------------- | ---------------------- | ---- | -------------- | ------------------------------ | ---------------------------- |
| 機動軍司令官     | サケン・ジャスジャコフ | 中将 | 2002.1-2004.12 | アルマ・アタ高等諸兵科指揮学校 | 国防省情報総局長             |
| 空中機動軍司令官 | ムラート・マイケーエフ | 少将 | 2003.9-2009.7  | アルマ・アタ高等諸兵科指揮学校 | 国防省教育・社会法務業務部長 |